# Oenopota violacea
Oenopota violacea är en snäckart som först beskrevs av Jesse Wedgwood Mighels och Adams 1842.  Oenopota violacea ingår i släktet Oenopota, och familjen Mangeliidae, ribbgiftsnäckor. Inga underarter finns listade i Catalogue of Life. Arten är reproducerande i Sverige.